# Papillon (album)
Pour les articles homonymes, voir Papillon (homonymie) et Papillon.
Albums de Lynda
Un peu de moi
(2023)
Singles
1. Adieu (feat. Dadju)
Sortie : 8 mars 2019
2. Si tu m'aimes
Sortie : 12 décembre 2019
3. Double peine
Sortie : 26 juin 2020
4. Viens on parle
Sortie : 31 juillet 2020
5. Luna (feat. Soolking)
Sortie : 22 octobre 2020
6. Si tu m'aimes 2
Sortie : 29 janvier 2021
7. Comme avant (feat. Franglish)
Sortie : 24 juin 2021
8. Bouteille à la mer
Sortie : 21 juillet 2021
9. Ciao (feat. Imen Es)
Sortie : 22 octobre 2021

Papillon est le premier album studio de la chanteuse française Lynda sorti le 16 octobre 2020 sur le label Polydor,.
Une réédition de l'album est sortie le 18 juin 2021 avec 8 nouveaux titres.

## Présentation
Il contient 20 titres, dont cinq featurings, avec Soolking, Eva Queen, Black M, Sofiane et Dadju. L'album se classe dès sa sortie à la vingt-troisième place du classement français. Il est certifié disque d'or le 2 décembre 2021.
L'album a été précédé par la sortie en single de quatre de ses chansons : Adieu (feat. Dadju), Si tu m'aimes, Double peine et Viens on parle.
La réédition, contient 8 nouveaux titres, dont deux collaborations, avec Franglish et Imen Es.

## Promotion

### Singles
Adieu en featuring avec Dadju sert de premier single extrait de l'album et sort avant l'album, le 8 mars 2019. Il est certifié single d'or en France.
Le deuxième single, Si tu m'aimes, sort le 12 décembre 2019, il est certifié single de platine en France. Le troisième single extrait, intitulé Double Peine, sort le 26 juin 2020.
Le quatrième single extrait, intitulé Viens on parle, sort le 31 juillet 2020 et par la même occasion, elle annonce le premier album.
La chanson Luna en collaboration avec le chanteur français Soolking devient officiellement le cinquième single, le 22 octobre 2020. Il se hisse à sa sortie à la soixante-douzième place du Top Singles.
Le 29 janvier 2021, sort Si tu m'aimes 2. Il est certifié single d'or en France.
Le 24 juin 2021, sort le clip de Comme avant avec Franglish.
Le 21 juillet 2021, sort le clip Bouteille à la mer qui se classe à la cent quarante-et-unième place.
Le 22 octobre 2021, Lynda dévoile Ciao en collaboration avec Imen Es qui se classe à la cinquante-quatrième place.

## Liste des pistes
| Édition standard | Édition standard          | Édition standard | Édition standard           | Édition standard | Édition standard | Édition standard | Édition standard | Édition standard | Édition standard |
| No               | Titre                     | Auteur           | Compositeur(s)             | Durée            |                  |                  |                  |                  |                  |
| ---------------- | ------------------------- | ---------------- | -------------------------- | ---------------- | ---------------- | ---------------- | ---------------- | ---------------- | ---------------- |
| 1.               | Intro                     | Lynda            | Bersa                      | 2:40             |                  |                  |                  |                  |                  |
| 2.               | Luna (feat. Soolking)     | Lynda, Soolking  | Djaresma, Khaled Guendouzi | 3:08             |                  |                  |                  |                  |                  |
| 3.               | Viens on parle            | Lynda            | Lynda, MKL                 | 3:00             |                  |                  |                  |                  |                  |
| 4.               | Cala                      | Lynda            | MKL                        | 2:30             |                  |                  |                  |                  |                  |
| 5.               | Femme fatale              | Lynda            | BlackDoe                   | 2:45             |                  |                  |                  |                  |                  |
| 6.               | Amor Amor                 | Lynda            | MKL                        | 3:09             |                  |                  |                  |                  |                  |
| 7.               | Si tu m'aimes             | Lynda            | Lynda, Saber Benmerzoug    | 3:58             |                  |                  |                  |                  |                  |
| 8.               | Dinero (feat. Eva)        | Lynda, Eva       | Koston                     | 3:42             |                  |                  |                  |                  |                  |
| 9.               | Si j'avais pu             | Lynda            | MKL                        | 3:25             |                  |                  |                  |                  |                  |
| 10.              | Mon rôle                  | Lynda            | Nazim Khaled, MKL          | 2:58             |                  |                  |                  |                  |                  |
| 11.              | Collectionneur            | Lynda            | Vinnie                     | 3:58             |                  |                  |                  |                  |                  |
| 12.              | Folie (feat. Black M)     | Lynda, Black M   | Bersa                      | 2:42             |                  |                  |                  |                  |                  |
| 13.              | C'est pour toi            | Lynda            | MKL                        | 3:12             |                  |                  |                  |                  |                  |
| 14.              | Les liens (feat. Sofiane) | Lynda, Sofiane   | Bersa                      | 3:11             |                  |                  |                  |                  |                  |
| 15.              | J'te donnerai             | Lynda            | Bersa                      | 3:42             |                  |                  |                  |                  |                  |
| 16.              | Papier                    | Lynda            | BlackDoe, Skalpovich       | 3:17             |                  |                  |                  |                  |                  |
| 17.              | T'en fais trop            | Lynda            | MKL                        | 2:52             |                  |                  |                  |                  |                  |
| 18.              | Double peine              | Lynda            | Bersa                      | 3:32             |                  |                  |                  |                  |                  |
| 19.              | No Love No Problem        | Lynda            | MKL                        | 2:57             |                  |                  |                  |                  |                  |
| 20.              | Adieu (feat. Dadju)       | Lynda, Dadju     | Bersa                      | 3:42             |                  |                  |                  |                  |                  |
| 1:04:20          |                           |                  |                            |                  |                  |                  |                  |                  |                  |

| Réédition | Réédition                     | Réédition        | Réédition      | Réédition | Réédition | Réédition | Réédition | Réédition | Réédition |
| No        | Titre                         | Auteur           | Compositeur(s) | Durée     |           |           |           |           |           |
| --------- | ----------------------------- | ---------------- | -------------- | --------- | --------- | --------- | --------- | --------- | --------- |
| 1.        | Si tu m'aimes 2               | Lynda            | Lynda, Bersa   | 3:34      |           |           |           |           |           |
| 2.        | Bouteille à la mer            | Lynda            | Lynda, Koston  | 3:37      |           |           |           |           |           |
| 3.        | Comme avant (feat. Franglish) | Lynda, Franglish | Koston         | 3:24      |           |           |           |           |           |
| 4.        | Je te veux                    | Lynda            | Lynda, Koston  | 3:05      |           |           |           |           |           |
| 5.        | Bailar                        | Lynda            | Lynda, Genius  | 2:49      |           |           |           |           |           |
| 6.        | Hors-jeux                     | Lynda            | Lynda, Genius  | 3:24      |           |           |           |           |           |
| 7.        | Poison                        | Lynda            | Lynda, Koston  | 3:06      |           |           |           |           |           |
| 8.        | Ciao (feat. Imen Es)          | Lynda, Imen Es   | Bersa          | 3:06      |           |           |           |           |           |
| 1:30:25   |                               |                  |                |           |           |           |           |           |           |

## Clips vidéo
- Adieu (feat. Dadju) : 1er avril 2019
- Si tu m'aimes : 5 février 2020
- Double peine : 26 juin 2020
- Viens on parle : 21 septembre 2020
- Luna (feat. Soolking) : 22 octobre 2020
- Si tu m'aimes 2 : 15 mars 2021
- Comme avant (feat. Franglish) : 24 juin 2021
- Bouteille à la mer : 21 juillet 2021
- Ciao (feat. Imen Es) : 22 octobre 2021

## Titres certifiés en France
- Adieu (feat. Dadju)  Platine[16]
- Si tu m'aimes 2  Platine[17]
- Si tu m'aimes  Platine[18]
- J'te donnerai  Or[19]
- Bouteille à la mer  Or[20]

## Classements et certifications

### Classements hebdomadaires
| Classements (2020-2021)      | Meilleure position |
| ---------------------------- | ------------------ |
| France (SNEP)                | 23                 |
| France (SNEP Ventes)         | 48                 |
| Belgique (Wallonie Ultratop) | 87                 |

### Certification
| Région        | Certification | Ventes/Streams |
| ------------- | ------------- | -------------- |
| France (SNEP) | Platine       | 100 000        |